# Bernat Solà
Bernat Solà Pujol (* 5. September 1965 in Mataró) ist ein ehemaliger spanischer Skispringer.

## Werdegang
Solà gab zur Saison 1983/84 sein Debüt im Skisprung-Weltcup. Seinen ersten Weltcup sprang er am 30. Dezember 1983 in Oberstdorf zum Auftaktspringen zur Vierschanzentournee 1983/84. Dabei blieb er jedoch in allen Springen der Tournee erfolglos und landete nur auf den hinteren Plätzen.
Bei den Olympischen Winterspielen 1984 sprang Solà auf der Normalschanze auf den 56. und auf der Großschanze auf den 50. Platz. Die folgenden Jahre verliefen wie auch das erste Jahr für Solà erfolglos. Erst am 24. Januar 1987 konnte er in Sapporo erstmals mit Platz 14 zwei Weltcup-Punkte gewinnen. Es war jedoch der einzige Gewinn von Weltcup-Punkten in seiner Karriere. Am Ende der Saison 1986/87 stand er auf dem 78. Platz in der Weltcup-Gesamtwertung.
Trotz der Misserfolge gehörte er bei den Olympischen Winterspielen 1988 erneut zum spanischen Aufgebot und beendete das Springen von der Normalschanze auf dem 57. und das Springen von der Großschanze auf dem 51. Platz. Nach der Saison 1989/90 beendete Solà seine aktive Laufbahn im Skisprung-Weltcup und startete noch für eine Saison im Continental Cup. Da aber Erfolge auch dort ausblieben, beendete er 1992 endgültig seine aktive Skisprungkarriere.
Auf nationaler Ebene wurde Solà unter anderem im Jahr 1990 spanischer Meister. Solà ist der einzige spanische Skispringer, der im Skisprung-Weltcup Punkte erreichen konnte. Zudem ist er der einzige spanische Skispringer, der zweimal an Olympischen Spielen teilnahm. Er ist somit der erfolgreichste spanische Skispringer aller Zeiten.

## Erfolge

### Weltcup-Platzierungen
| Saison  | Platz | Punkte |
| ------- | ----- | ------ |
| 1986/87 | 78.   | 02     |